# Михайлова, Татьяна Викторовна
Татьяна Викторовна Михайлова (род. 6 апреля 1944 года, Москва, РСФСР, СССР) — советский и российский искусствовед, член-корреспондент Российской академии художеств (2012).

## Биография
Родилась 6 апреля 1944 года в Москве.
В 1967 году — окончила факультет журналистики МГУ (научный руководитель дипломной работы «Вопросы изобразительного искусства в газете» — кандидат искусствоведения А. С. Вартанов).
В 2012 году — избрана членом-корреспондентом Российской академии художеств от Отделения искусствознания.

## Научная деятельность
Участник научно-теоретических конференций и совещаний по проблемам сценографии.

### Избранные публикации
- альбом «Московские плакатисты». М.: «Советский художник», 1982 (автор текстов и составитель);
- статьи в сборниках «Советские художники театра и кино». М.: «Советский художник», 1977;
- один из авторов коллективной научной монографии «За занавесом века. Исследования и публикации по искусству русской сценографии XX века». М., НИИ РАХ, 2004;
- словарь-справочник «Российская академия художеств от основания до наших дней». Т. 2. М.: НИИ РАХ, 2011;
- автор-составитель каталогов «13. Выставка произведений художников — членов Отделения театрально- и кинодекорационного искусства». М., 2014;
- «Второе дыхание. Художники театра и кино вне сцены и экрана». М., 2016.
- «Художник Б. Мессерер и его мир». Вступительная статья к каталогу, М.: РАХ, 2017.

### Статьи в журналах
- Выставка в Манеже // Театр. 1978. № 4; Метафора в плакате // Творчество. 1979. № 3;
- Молодые плакатисты Прибалтики // Творчество. 1985. № 2;
- Плакат советской Прибалтики // Интерпресс-График (Будапешт). 1985. № 4;
- Время решать // Творчество. 1986. № 8;
- Надо жизнь сначала переделать // Творчество. 1988. № 9;
- Служение театру // Юный художник. 1998. № 7;
- Художники сцены (рецензия на книгу Л. С. Овэс) // ДИ. 2004. № 5-6;
- Сценографический пейзаж № 41 // Сцена. 2005. № 2;
- Затмение // Сцена. 2006. № 1;
- Костюм для сцены // Сцена. 2006. № 6;
- Промежуточные радости и огорчения // Сцена. 2007. № 7;
- В обычном масштабе. Итоги сезона 2008 // Сцена. 2008. № 4;
- Театральный плакат. Вчера и сегодня // Сцена. 2012. № 3;
- На рубеже (предисловие, послесловие и подготовка текстов выступлений на Круглом столе «От вуза к театру») // Сцена. 2013. № 1;
- Новые технологии в современной отечественной сценографии. Преимущества и опасности (подготовка материалов конференции для публикации) // Сцена. 2013. № 4.;
- Тринадцать с плюсом // Галерея. 2014. № 4; Вне сцены и экрана // Сцена. 2016. № 1.

## Награды
- Заслуженный работник культуры Российской Федерации (2005)[1]